# گنو میدنایت کامندر
گنو میدنایت کامندر (به انگلیسی: Midnight Commander) (به فارسی: فرماندهٔ نیمه‌شب) که همچنین با نام "mc" که فرمانی برای اجرای آن است هم شناخته می‌شود، یک مدیره پروندهٔ ارتودوکس (به انگلیسی: Orthodox file manager)، نرم‌افزار آزاد، چند سکویی و همتاسازی‌ای از مدیر پرونده مشهور و قدیمی نورتون کامندر است. توسعهٔ این مدیر پرونده در سال ۱۹۹۴ توسط میگل ایکازا آغاز شد.
گنو میدنایت کامندر جزوی از پروژه گنو است.

## ویژگی‌ها
میدنایت کامندر یک نرم‌افزار کاربردی کنسول (به انگلیسی: Console application) با واسط کاربر متن بنیان (به انگلیسی: Text-based user interface) با استفاده از ابزار ویجت ان‌کرسز است.
میدنایت کامندر می‌تواند گروهی از پرونده‌ها را همزمان تغییر نام دهد، برخلاف تعدادی از مدیر پرونده‌ها که فقط می‌توانند یک پرونده را در آن‌واحد تغییر نام دهند.